# Philipp Meyer (Theologe, 1854)
Christian Ludwig Philipp Meyer (* 17. Februar 1854 in Peine; † 24. Januar 1927 in Hannover) war ein deutscher lutherischer Theologe und Kirchenhistoriker.

## Leben
Meyer wurde in einem evangelischen Pfarrhaus geboren und besuchte 1867–1873 das nachmalige Schiller-Gymnasium Hameln und das Ernestinum Celle. Anschließend studierte er an der Georg-August-Universität Göttingen und der Universität Leipzig Evangelische Theologie. Dort schloss er sich dem Corps Teutonia Göttingen (1873) und dem Corps Guestphalia Leipzig (1875) an. Die erste theologische Prüfung bestand er 1877, die zweite 1880. Nach diesem Abschluss wurde er Inspektor des Theologischen Stifts Göttingen. Nach seiner Ordination am 4. Dezember 1881 war er 1881–1888 Pfarrer der evangelischen Gemeinde in Smyrna, 1888–1891 in Binnen, Landkreis Nienburg/Weser. Er wurde 1891 Studiendirektor am Predigerseminar Erichsburg in Einbeck, wechselte aber schon 1895 an das regionale Konsistorium der Hannoverschen Provinzialkirche in Hannover. 1902 wurde er in das Landeskonsistorium Hannover berufen. 1901/02 amtierte er zusätzlich als Generalsuperintendent für die in Auflösung befindliche Generaldiözese Osnabrück-Hoya-Diepholz. Am 1. August 1924 trat er als Oberkonsistorialrat in den Ruhestand.
Ein Schwerpunkt seines beruflichen Wirkens war sein Engagement in der Jugendpflege, insbesondere der Aus- und Fortbildung von Geistlichen und Lehrern. Hierzu verfasste er mehrere Studien- und Prüfungsordnungen für Studenten der evangelischen Theologie und Vikare. Des Weiteren machte sich Meyer durch Forschungen zur neueren griechisch-orthodoxen Kirchengeschichte verdient, veröffentlichte aber auch Untersuchungen zur Landeskirchengeschichte. Von 1910 bis zu seinem Tod war er Vorsitzender der Gesellschaft für niedersächsische Kirchengeschichte. Sein Sohn Philipp Meyer war ebenfalls lutherischer Theologe und Kirchenhistoriker.

## Schriften
- Der griechische Irenäus und der ganze Hegesipus im 17. Jahrhundert. In: Zeitschrift für Kirchengeschichte. 11, 1890, S. 155–158.
- Beiträge zur Kenntnis der neueren Geschichte und des gegenwärtigen Zustands der Athosklöster. In: Zeitschrift für Kirchengeschichte. 11, 1890, S. 395–435. 539–576.
- Die Haupturkunden für die Geschichte der Athosklöster. J. C. Hinrichs, Leipzig 1894 (Nachdruck A. M. Hakkert, Amsterdam 1965).
- Die theologische Literatur der griechischen Kirche im 16. Jahrhundert. Leipzig 1899 (Neudr. Scientia, Aalen 1972).
- Hannover und der Zusammenschluss der deutschen evangelischen Landeskirchen im 19. Jahrhundert. Hahn, Hannover 1906.